# Sitora
Sitora (tadschikisch/russisch Ситора; usbekisch Sitora) ist ein tadschikischer weiblicher Vorname, der insbesondere in Tadschikistan und Usbekistan vorkommt. Übersetzt bedeutet der Name Stern. Die iranisch-persische Form des Vornamens ist Setareh.

## Bekannte Namensträgerinnen
- Sitora Ahmedova, usbekische Schauspielerin und Sängerin
- Sitora Alijewa, russische Schauspielerin
- Sitora Farmonova (* 1984), usbekische Schauspielerin.
- Sitora Nasarowa, kasachische Sängerin.

## Sehenswürdigkeiten
- Sitorai Mohi Xosa („Sitora“ + „i“, Ezafe)

Siehe auch
- Sitara und der Weg dorthin
- Sitor Situmorang
- Stora Enso